# Зборівська міська рада
Збо́рівська міська́ ра́да — адміністративно-територіальна одиниця та орган місцевого самоврядування у Зборівському районі Тернопільської області. Адміністративний центр — місто Зборів.

## Загальні відомості
- Територія ради: 6 км²
- Населення ради: 7 667 осіб (станом на 2001 рік)
- Територією ради протікає річка Стрипа.

## Населені пункти
Міській раді підпорядковані населені пункти:
- м. Зборів
- с. Футори

## Склад ради
Рада складається з 36 депутатів та голови.
- Голова ради: Білик Леонід Сергійович
- Секретар ради: Горпинюк Марія Ярославівна

### Керівний склад попередніх скликань
| Прізвище, ім'я, по батькові     | Основні відомості                                                             | Дата обрання | Дата звільнення |
| ------------------------------- | ----------------------------------------------------------------------------- | ------------ | --------------- |
| Надозірний Микола В'ячеславович | Міський голова, 1961 року народження, член Конгресу Українських Націоналістів | 26.03.2006   | 01.09.2008      |
| Мартюк Василь Іванович          | Міський голова, 1985 року народження, член Української Народної Партії        | 15.03.2009   | 31.10.2010      |
| Шевчук Олексій Панасович        | Міський голова, 1949 року народження, освіта вища, член Народної партії       | 31.10.2010   | 16.11.2013      |
| Білик Леонід Сергійович         | Міський голова, 1957 року народження, освіта вища, безпартійний               | 25.05.2014   |                 |

Примітка: таблиця складена за даними сайту Верховної Ради України

### Депутати
За результатами місцевих виборів 2010 року депутатами ради стали:

#### За суб'єктами висування
| Суб'єкт висування                                       | Кількість обраних депутатів | %    |
| ------------------------------------------------------- | --------------------------- | ---- |
| Українська Народна Партія                               | 9                           | 25   |
| Політична партія Всеукраїнське об'єднання «Батьківщина» | 7                           | 19,4 |
| Політична партія Всеукраїнське об'єднання «Свобода»     | 5                           | 13,9 |
| Народна партія                                          | 4                           | 11,1 |
| Партія регіонів                                         | 3                           | 8,3  |
| Політична партія «Фронт Змін»                           | 3                           | 8,3  |
| Політична партія «Наша Україна»                         | 2                           | 5,6  |
| Єдиний Центр                                            | 1                           | 2,8  |
| Політична партія «Громадянська позиція»                 | 1                           | 2,8  |
| Політична партія «Сильна Україна»                       | 1                           | 2,8  |

#### За округами
| № округу                                                | Прізвище, ім'я, по батькові         | Дата визнання обраним | Освіта             | Партійна приналежність                        | Відомості про обраного депутата                                                                          |
| ------------------------------------------------------- | ----------------------------------- | --------------------- | ------------------ | --------------------------------------------- | --- |
| Єдиний Центр                                            |                                     |                       |                    |                                               | |
| 9                                                       | Лобур Любов Тарасівна               | 05.11.2010            | вища               | позапартійна                                  | Зборівський РЦЗ, головний спеціаліст — бухгалтер                                                         |
| Народна Партія                                          |                                     |                       |                    |                                               | |
| б/м                                                     | Мисик Володимир Васильович          | 05.11.2010            | середня            | член Народної партії                          | приватний підприємець                                                                                    |
| б/м                                                     | Горпинюк Марія Ярославівна          | 05.11.2010            | вища               | позапартійна                                  | Зборівський коледж ТДТУ ім. І.Пулюя, викладач                                                            |
| 1                                                       | Банадига Богдан Павлович            | 05.11.2010            | вища               | член Народної партії                          | Управління ветмедицини в Зборівському районі, заступник начальника                                       |
| 4                                                       | Палка Сергій Володимирович          | 05.11.2010            | вища               | позапартійний                                 | Зборівська ЦРКЛ, хірург                                                                                  |
| Партія регіонів                                         |                                     |                       |                    |                                               | |
| б/м                                                     | Ревега Петро Петрович               | 05.11.2010            | вища               | позапартійний                                 | Фінансове управління Зборівської районної державної адміністрації, заступник начальника                  |
| б/м                                                     | Черник Микола Євгенович             | 05.11.2010            | вища               | член Партії регіонів                          | тимчасово не працює                                                                                      |
| 6                                                       | Олійник Марія Володимирівна         | 05.11.2010            | вища               | позапартійна                                  | Зборівська районна державна адміністрація, керівник апарату                                              |
| Політична партія Всеукраїнське об'єднання «Батьківщина» |                                     |                       |                    |                                               | |
| б/м                                                     | Бас Михайло Богданович              | 05.11.2010            | середня            | член Всеукраїнського об'єднання «Батьківщина» | КП «Зборів», директор                                                                                    |
| б/м                                                     | Вербіцький Андрій Ярославович       | 05.11.2010            | вища               | член Всеукраїнського об'єднання «Батьківщина» | Зборівська міська рада, секретар ради                                                                    |
| б/м                                                     | Мельник Галина Михайлівна           | 05.11.2010            | вища               | член Всеукраїнського об'єднання «Батьківщина» | Зборівський коледж ТНТУ, заступник директора з навчальновиховної роботи                                  |
| б/м                                                     | Новорнський Василь Миколайович      | 05.11.2010            | вища               | член Всеукраїнського об'єднання «Батьківщина» | тимчасово не працює                                                                                      |
| 8                                                       | Пшеничняк Надія Ярославівна         | 05.11.2010            | вища               | позапартійна                                  | Редакція газети «Зборівська дзвіниця», головний редактор                                                 |
| 13                                                      | Переймибіда Михайло Йосипович       | 05.11.2010            | вища               | член Всеукраїнського об'єднання «Батьківщина» | Зборівська загальноосвітня школа І-ІІІ ст. № 1, вчитель фізики                                           |
| 18                                                      | Головко Мар'ян Олегович             | 05.11.2010            | вища               | член Всеукраїнського об'єднання «Батьківщина» | ТНТУ ім. І.Пулюя, студент                                                                                |
| Політична партія Всеукраїнське об'єднання «Свобода»     |                                     |                       |                    |                                               | |
| б/м                                                     | Боднар Андрій Ярославович           | 05.11.2010            | вища               | член Всеукраїнського об'єднання «Свобода»     | Зборівський коледж ТНТУ, викладач                                                                        |
| б/м                                                     | Буховський Юрій Петрович            | 05.11.2010            | вища               | член Всеукраїнського об'єднання «Свобода»     | фізична особа-підприємець                                                                                |
| б/м                                                     | Матлах Анатолій Павлович            | 05.11.2010            | вища               | член Всеукраїнського об'єднання «Свобода»     | тимчасово не працює                                                                                      |
| б/м                                                     | Козловський Володимир Володимирович | 05.11.2010            | середня            | член Всеукраїнського об'єднання «Свобода»     | фізична особа-підприємець                                                                                |
| 12                                                      | Багрій Богдан Степанович            | 05.11.2010            | середня спеціальна | член Всеукраїнського об'єднання «Свобода»     | Управління Пенсійного Фонду України в Зборівському районі, заступник начальника по господарській частині |
| Політична партія «Громадянська позиція»                 |                                     |                       |                    |                                               | |
| 3                                                       | Савків Михайло Данилович            | 05.11.2010            | середня спеціальна | член Політичної партії «Громадянська позиція» | Зборівський РЕМ, майстер                                                                                 |
| Політична партія «Наша Україна»                         |                                     |                       |                    |                                               | |
| б/м                                                     | Семчишин Дмитро Володимирович       | 05.11.2010            | вища               | член Політичної партії «Наша Україна»         | Зборівська районна рада., консультант                                                                    |
| 2                                                       | Крищишин Віктор Тадейович           | 05.11.2010            | вища               | член Політичної партії «Наша Україна»         | Управління ветмедицини в Зборівському районі, лікар І категорії                                          |
| Політична партія «Сильна Україна»                       |                                     |                       |                    |                                               | |
| 11                                                      | Сотник Ніна Іванівна                | 05.11.2010            | вища               | член Політичної партії «Сильна Україна»       | приватний підприємець                                                                                    |
| Політична партія «Фронт Змін»                           |                                     |                       |                    |                                               | |
| б/м                                                     | Слюсарчук Руслан Йосифович          | 05.11.2010            | вища               | член Політичної партії «Фронт Змін»           | ПП Слюсарчу кР. Й., директор                                                                             |
| б/м                                                     | Кармазин Василь Богданович          | 05.11.2010            | вища               | член Політичної партії «Фронт Змін»           | ДП «Залозець кий спирт завод», начальник пристанційної бази                                              |
| 7                                                       | Гуртовенко Віктор Станіславович     | 05.11.2010            | вища               | член Політичної партії «Фронт Змін»           | ПП Гуртовенко В. С., директор                                                                            |
| Українська Народна Партія                               |                                     |                       |                    |                                               | |
| б/м                                                     | Мартюк Василь Іванович              | 05.11.2010            | вища               | член Української Народної Партії              | Зборівська міська рада, міський голова                                                                   |
| б/м                                                     | Мозиль Михайло Володимирович        | 05.11.2010            | вища               | позапартійний                                 | КП «Зборів», начальник                                                                                   |
| б/м                                                     | Гаранджук Ярослав Зіновійович       | 05.11.2010            | вища               | член Української Народної Партії              | КС «Самопоміч», касир                                                                                    |
| 5                                                       | Башуцький Віктор Владиславович      | 05.11.2010            | вища               | позапартійний                                 | СП ЗАТ «Добра вода», бухгалтер                                                                           |
| 10                                                      | Максимів Руслан Сергійович          | 05.11.2010            | вища               | член Української Народної Партії              | Зборівська міська рада, юрист                                                                            |
| 14                                                      | Чвартацький Володимир Іванович      | 05.11.2010            | середня спеціальна | позапартійний                                 | тимчасово не працює                                                                                      |
| 15                                                      | Мартюк Іван Васильович              | 05.11.2010            | середня спеціальна | член Української Народної Партії              | приватний підприємець                                                                                    |
| 16                                                      | Борисяк Василь Петрович             | 05.11.2010            | середня спеціальна | член Української Народної Партії              | ВАТ «Зборів газ», слюсар с/м                                                                             |
| 17                                                      | Багрій Ганна Степанівна             | 05.11.2010            | вища               | позапартійна                                  | Зборівська міська рада, діловод                                                                          |